# کالوین باسی
کالوین باسی (انگلیسی: Calvin Bassey؛ زادهٔ ۳۱ دسامبر ۱۹۹۹) بازیکن فوتبال اهل نیجریه است که برای باشگاه فولام بازی می‌کند.